# Old Government House
Old Government House är ett före detta landsbygdsresidens som bebotts av 10 tidiga guvernörer av New South Wales. Gården är belägen i Parramatta Park i Parramatta, idag en förort i Sydney, Australien Den anses vara en egendom av nationell och internationell betydelse som en arkeologisk resurs och en demonstrering av hur brittiska imperiet expanderade och hur Australiska samhället har utvecklats sedan 1788.
I juli 2010 blev Old Government House och dess domäner uppsatta på världsarvslistan som en av 11 Australiska platser med betydande kopplingar till straffångetransporter (benämnt Australiska straffångeplatser) som tillsammans representerar "de bäst överlevande exemplen på storskalig straffångetransportering och Europeiska makternas koloniala expansion genom straffångars närvaro och arbete"
Marken som fastigheten ligger på benämns Darug land, hem för Burramattastammen. Detta fiins bevis för Aboriginsk bosättning på platsen, såsom kökkenmöddingar.

## Arkitektur
Old Government House, beläget mitt i den 106 hektar stora Parramatta Park, är Australiens äldsta offentliga byggnad. 1799, uppfördes byggnadens mittsektion av guvernören John Hunter. Det nuvarande utseendet av huset är dock tack vare guvernor Macquarie och hans fru. Det är ett exempel på en direkt översättning av Engelska byggnadsstilar till Australien, med det enda exemplet på 1700-talets engelska snickerier i Australien med så hög standard. Skal från Aboriginska kökkenmöddingar i området användes för att producera kalk för murbruket som användes till bygget.

## Ett världsarv
I juli 2010, på världsarvskommitténs 34:e möte, blev Old Government House med domäner och tio andra Australiska platser med kopplingar till straffångetransporter inskriva tillsammans på världsarvslistan. Motivationen för världsarvsstatusen för de 11 platserna var att: "de bäst överlevande exemplen på storskaliga straffångetransporter och Europeiska matekternas koloniala expansion genom straffångars närvaro och arbete". Av de 11 platsera ligger Hyde Park Barracks, Great North Road och Cockatoo Island även i Sydneyregionen. Vid tiden för nomineringen, den 12 januari 2007, beskrevs Old Government House som en kraftfull symbol för kolonin New South Wales, sammankopplingar med straffångeplatser i andra kolonier och framväxten av nationen’.